# Longwitton
Longwitton är en ort i civil parish Netherwitton, i grevskapet Northumberland i England. Orten är belägen 13 km från Morpeth. Longwitton var en civil parish 1866–1955 när det uppgick i Netherwitton. Civil parish hade 80 invånare år 1951.